# Osasco
Osasco (pronúncia AFI: [o'zaskʊ])  é um município brasileiro localizado na Região Metropolitana de São Paulo, no estado de São Paulo, no Brasil. Nascido como um bairro da capital paulista no final do século XIX, tornou-se município emancipado após um plebiscito em 1962. Ocupa uma área de 64,954 km², e sua população no Censo 2022 era de 728 615 habitantes, sendo o 6.º mais populoso do estado de São Paulo.
Possui importante atividade econômica nos setores industrial, comercial e de serviços. Conforme o censo do IBGE, com dados de 2020, Osasco possui o 7.º maior Produto Interno Bruto do Brasil e o 2.º maior do Estado de São Paulo, ficando à frente de muitas capitais estaduais brasileiras, como Porto Alegre, Salvador, Fortaleza e Recife, sendo a cidade não capital com o mais alto PIB da nação.
O lema da cidade é Urbs labor, frase latina que significa Cidade trabalho, e seu padroeiro é Santo Antônio, sendo 13 de junho (data comemorativa do santo) feriado municipal.

## Toponímia
O primeiro nome, estabelecido pelo primeiro núcleo de povoamento de colonizadores, foi Vila de Quitaúna, originado da língua tupi. O nome Osasco foi originalmente dado à estação ferroviária ao redor da qual a cidade cresceu. A estação foi construída em 1895 por Antonio Agù, considerado o fundador da cidade, e o nome foi dado em homenagem à sua cidade natal de Osasco na Itália, na região do Piemonte. Com o tempo, a região em volta da estação ferroviária também passou a ser conhecida por Osasco. Atualmente a Estação Osasco ainda está em funcionamento.
O jornalista Amândio Sobral, descreveu Osasco em artigo intitulado "Pela Sorocabana", em 1908  no jornal Correio Paulistano, como sendo  uma terra de belas chácaras para recreio de banqueiros, médicos e advogados.

## História

### Origens e povoamento

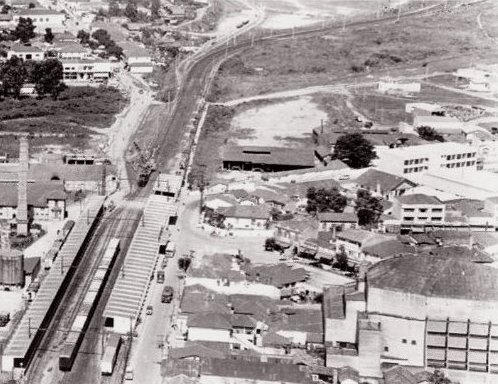
Vista aérea de Osasco, em 1961

No período pré-cabralino, inúmeras tribos indígenas da família tupi-guarani habitavam a região onde hoje se situa Osasco.
O primeiro núcleo de povoamento de colonizadores de origem portuguesa foi a Vila de Quitaúna (atualmente o nome de um bairro de Osasco), fundada no século XVII em plena época do Brasil Colônia, onde residiu o bandeirante Antônio Raposo Tavares, que supostamente estaria enterrado no local. A Vila de Quitaúna foi esvaziada no século XVIII com a descoberta do ouro em Minas Gerais.[carece de fontes?]
Durante a época do Império, na região onde hoje se situa o Centro e em seus arredores, existiam vários sítios e chácaras. Próximo às margens do Rio Tietê, no século XIX, havia uma aldeia de pescadores e também grandes fazendas. Já no final do Império, uma delas foi vendida ao italiano Antonio Agù e outra ao português Manuel Rodrigues.

### Expansão econômica
No início do período Republicano Antonio Agù já era proprietário de vários negócios e terras na região. Em 1887 comprou uma gleba de terra no quilômetro 16 da Estrada de Ferro Sorocabana. Por volta de 1890, resolveu ampliar sua pequena olaria e convidou para sócio o Barão Dimitri Sensaud de Lavaud. A olaria que fabricava tijolos e telhas passou a produzir também tubos e cerâmicas, dando origem à primeira indústria da cidade.
Após outras iniciativas, em 20 de agosto de 1895 Antonio Agù construiu a estação ferroviária, erguendo várias casas nos arredores para abrigar os operários que chegavam para realizar a obra. Os dirigentes da estrada de ferro quiseram batizar a estação com o nome do principal empreendedor da região, mas Antonio Agù pediu que a homenagem não fosse dada a ele e sim à sua vila natal da Itália: Osasco. Com isso, a região também passou a ser conhecida como Osasco. Um telegrama emitido pelo superintendente da Estrada de Ferro Sorocabana, em 20 de agosto de 1895, informa a existência da estação construída por Antônio Agù, que originou a cidade de Osasco:
| “ | Acha-se aberta uma estação no quilômetro 16, denominada Osasco, que tornou-se necessária para desvio de trens. Ass. G. Oetterer | ” |

A região foi elevada a distrito da capital em 1918. Dois anos depois, em 1920, contava com 4.178 moradores, sendo 1.331 estrangeiros, contabilizando 31% da população. Daí por diante Osasco, como a região passou a ser conhecida, não parava de crescer. Muitas pessoas conhecidas do comércio e diversas indústrias importantes se instalaram por lá. Para operar as máquinas dessas indústrias foi contratada mão-de-obra imigrante.[carece de fontes?]
Os imigrantes eram principalmente italianos, recebendo também franceses, espanhóis, portugueses, alemães, irlandeses e também houve uma grande migração da região Nordeste do Brasil. Com o aumento da população de operários, tornou-se possível também o desenvolvimento do comércio, desenvolvido principalmente pelas colônias armênia, libanesa e judia.
Na zona rural, muitos imigrantes japoneses plantavam verduras e legumes. Essa mistura de imigrantes marca as primeiras populações do atual município.

### Formação administrativa
Em 31 de dezembro de 1918 o então povoado de Osasco tornou-se distrito de paz do município de São Paulo pela Lei estadual nº. 1634.
Pelo Decreto-lei estadual nº. 9073 de 31 de março de 1938, Osasco torna-se a 15ª. zona distrital do município de São Paulo. Em 1944, pelo Decreto-lei estadual nº. 14334 de 30 de novembro, Osasco torna-se o 14º. subdistrito de São Paulo (a 9ª. zona distrital de São Miguel passa a ser o distrito de Baquiviru, causando a mudança ordinal).
Em 1953 foi feito primeiro plebiscito pela emancipação do subdistrito. O movimento emancipacionista (ou autonomista) sofreu muitas contraposições e empecilhos, mas após o segundo plebiscito a emancipação viria a se tornar realidade.
Finalmente, Osasco é elevado à categoria de município pela Lei estadual nº. 5285 de 18 de fevereiro de 1959. A nova administração municipal foi instalada apenas três anos mais tarde em 19 de fevereiro de 1962.

### Século XX

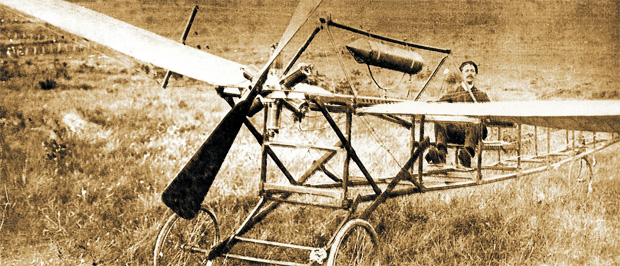
Lavaud no primeiro voo da América Latina.

O primeiro voo em aparelho mais pesado que o ar efetuado na América Latina aconteceu em Osasco, em 7 de janeiro de 1910. O autor da façanha foi o engenheiro espanhol Dimitri Sensaud de Lavaud, então morador de Osasco, pilotando o avião São Paulo.
Em 16 de julho de 1968 teve início a greve da Cobrasma, organizada por José Ibrahim. Operários protestaram  contra as mortes de seus colegas em caldeiras e o rebaixamento dos salários. Ato esse já um sintoma de resistência contra o Regime Militar da época.
Em 11 de junho de 1996 houve a explosão do Osasco Plaza Shopping. O acidente aconteceu na praça de alimentação devido a um vazamento de Gás Liquefeito de Petróleo, no subsolo do piso térreo. A violência da explosão fez com que o piso fosse elevado e o concreto desabasse sobre as pessoas que ali se encontravam, além de ter destruído 400 lojas. Morreram 42 pessoas e 300 outras ficaram feridas, algumas gravemente. A principal causa apontada para a explosão foi a falta de ventilação no porão onde se encontrava a tubulação de gás. Esse acidente repercutiu na mídia nacional e internacional.

## Geografia

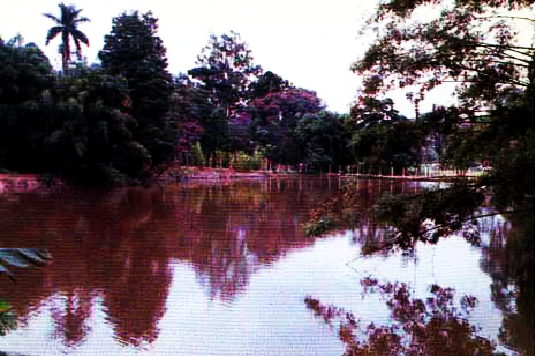
Parque Chico Mendes, em City Bussocaba.

Osasco é um município da sub-região oeste situado na Região Metropolitana de São Paulo (RMSP) com uma população de 696 382 habitantes (estimativa populacional 2016 do Instituto Brasileiro de Geografia e Estatística), sendo a sexta mais populosa do Estado de São Paulo e a vigésima sexta do Brasil.  Localiza-se a uma latitude 23°3158" sul e a uma longitude 46°47'31" oeste. Seus limites são a capital paulista a norte, leste e sul, Cotia a sudoeste, Carapicuíba e Barueri a oeste. Osasco possui atualmente 60 bairros oficiais. Localiza-se perto da capital paulista a oeste, distando desta cerca de 16 quilômetros.[carece de fontes?]

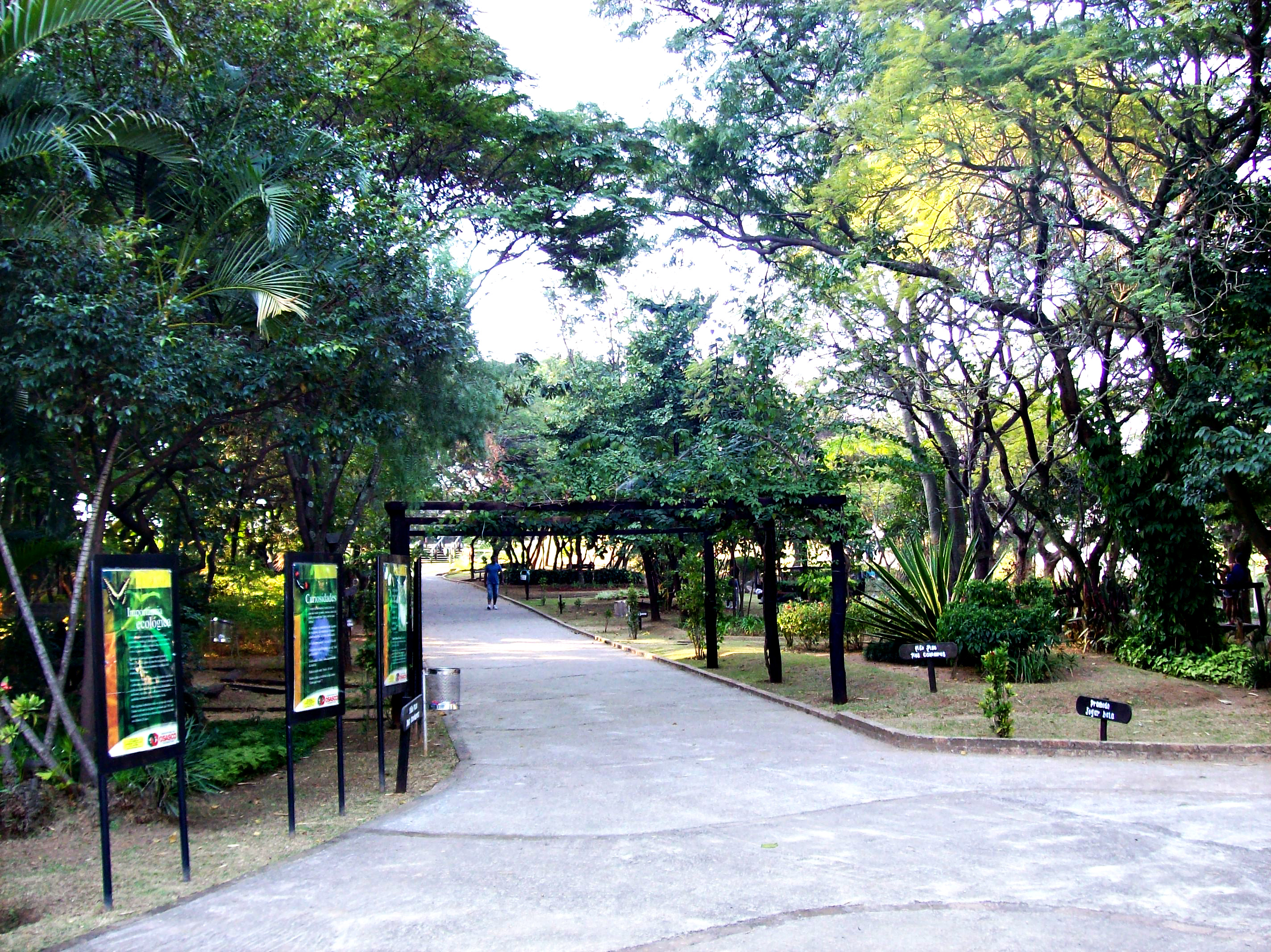
Parque Ecológico Jardim Piratininga

O principal rio que corta a cidade é o Rio Tietê. Os seus principais córregos são: Córrego Baronesa, Córrego Bussocaba, Córrego da Divisa, Córrego Continental e Córrego Areia. Os principais lagos são: Lago Parque Chico Mendes e Lago Jardim Três Montanhas. Os ribeirões mais importantes são: Ribeirão João Alves e Ribeirão Vermelho.[carece de fontes?]
A altitude do município varia de 740 a 1009 metros, com uma área total de 64,935 km² e uma densidade demográfica de 10 700,62 habitantes por km². O clima é considerado subtropical úmido, tendo verões quentes e chuvosos; Invernos não muito secos e de temperaturas amenas; Demais estações do ano aparecem de modo intermediário. O município possui diversos parques de lazer e meio ambiente, entre eles o Parque Ecológico Nelson Vilha Dias (Rochdalle); Parque Municipal Dionísio Alvares Mateos  (Jardim das Flores); Parque Municipal Chico Mendes (City Busocaba); Parque Clóvis Assaf (Cidade das Flores); Parque do Jardim Santa Maria; Parque Ecológico Ana Luiza (Jardim Piratininga); Parque Glauco Villas Boas (Três Montanhas); Parque Manoel Manzano (Conjunto dos Metalúrgicos); Parque Ignácio Gurgel Pereira (km 18); Parque do Jardim Bonança.[carece de fontes?]
Os principais problemas ambientais são as enchentes: várias ruas e avenidas de Osasco sofrem com a inundação quando chove. Entre as regiões onde esse problema é constante, se destacam os zonas baixas na zona norte do município. A poluição do ar na cidade é mediana, devido principalmente à grande quantidade de indústrias poluidoras e automóveis. A cidade sofre com a poluição hídrica que atinge quase todos os córregos e rios da cidade. Segundo o site Trata Brasil, no entanto, Osasco é 45° município brasileiro em investimento em saneamento.

### Clima
Como a cidade se localiza muito próximo da capital, e como em quase toda Região Metropolitana de São Paulo, o clima de Osasco é considerado subtropical úmido (do tipo Cfa na classificação climática de Köppen-Geiger). As estações do ano são parcialmente definidas: o verão moderadamente quente e chuvoso, inverno ameno e subseco, com diminuição de chuva. Outono e primavera são estações de transição, sendo comum tardes com temperaturas entre 14 °C e 16 °C nessa época do ano. A umidade do ar é relativamente elevada, com uma média anual de 78% (o recomendado para o bem da saúde humana é acima de 60%). No inverno, o aquecimento do ar frio vindo de ambientes externos pode diminuir os níveis de umidade relativa para abaixo de 30%, levando ao desconforto, tais como a pele seca e sede excessiva. No outono e primavera, é comum tardes entre 14° e 16°. Em invernos mais rigorosos, como em 2013, houve dias em que a temperatura sequer ultrapassou 10 °C.
A média de temperatura anual gira em torno dos 19,2 °C, sendo o mês de julho o mais frio (média de 15,3 °C) e o mais quente fevereiro (média de 21,7 °C), com isso ao longo do ano, as temperaturas médias podem variar 6,4 °C. Segundo dados do Instituto Nacional de Meteorologia (INMET), desde 1961 a menor temperatura registrada no Mirante de Santana (cerca de 23,7 km de distância de Osasco), foi de 0,8 °C em 10 de julho de 1994. Já a maior temperatura atingiu os 37,8 °C em 17 de outubro de 2014.  As geadas ocorrem em invernos severos, principalmente em regiões afastadas do centro. O índice pluviométrico anual é de 1420 mm, concentrados principalmente no verão, sendo janeiro o mês de maior precipitação (235 mm), e julho o de menor precipitação (38 mm).
| Dados climatológicos para Osasco | Dados climatológicos para Osasco | Dados climatológicos para Osasco | Dados climatológicos para Osasco | Dados climatológicos para Osasco | Dados climatológicos para Osasco | Dados climatológicos para Osasco | Dados climatológicos para Osasco | Dados climatológicos para Osasco | Dados climatológicos para Osasco | Dados climatológicos para Osasco | Dados climatológicos para Osasco | Dados climatológicos para Osasco | Dados climatológicos para Osasco |
| Mês                              | Jan                              | Fev                              | Mar                              | Abr                              | Mai                              | Jun                              | Jul                              | Ago                              | Set                              | Out                              | Nov                              | Dez                              | Ano                              |
| -------------------------------- | -------------------------------- | -------------------------------- | -------------------------------- | -------------------------------- | -------------------------------- | -------------------------------- | -------------------------------- | -------------------------------- | -------------------------------- | -------------------------------- | -------------------------------- | -------------------------------- | -------------------------------- |
| Temperatura máxima média (°C)    | 26,3                             | 26,3                             | 25,4                             | 23,7                             | 21,8                             | 21                               | 20,8                             | 21,8                             | 22,8                             | 23,5                             | 24,7                             | 25,2                             | 23,6                             |
| Temperatura média (°C)           | 21,5                             | 21,7                             | 20,8                             | 18,8                             | 16,8                             | 15,7                             | 15,3                             | 16,3                             | 17,5                             | 18,6                             | 19,9                             | 20,4                             | 18,6                             |
| Temperatura mínima média (°C)    | 16,8                             | 17,1                             | 16,2                             | 14                               | 11,8                             | 10,4                             | 9,8                              | 10,8                             | 12,2                             | 13,7                             | 15,1                             | 15,7                             | 13,6                             |
| Precipitação (mm)                | 235                              | 218                              | 161                              | 72                               | 62                               | 52                               | 38                               | 43                               | 74                               | 130                              | 139                              | 196                              | 1 420                            |
| Fonte: Climate-Data.org          |                                  |                                  |                                  |                                  |                                  |                                  |                                  |                                  |                                  |                                  |                                  |                                  |                                  |

## Demografia
Segundo estimativa populacional do Instituto Brasileiro de Geografia e Estatística (IBGE) para 2022, Osasco possui aproximadamente 777 048 habitantes, sendo o 7° mais populoso do Estado de São Paulo, e o 28° mais populoso do Brasil, com uma densidade demográfica de 1 120,6 habitantes por quilômetro quadrado. O bairro mais populoso de Osasco é o Jardim Veloso (32 168 habitantes). O município é a 48° maior área urbana do país, com 61 000 quilômetros quadrados.
No censo demográfico de 2010, 320 436 eram do sexo masculino (48,06%) e 346 304 do sexo feminino (51,94%). Ainda segundo o mesmo censo, 100% da população vivia na zona urbana e 0,00% na zona rural. A maioria da população era representada pelo grupo de idade entre 15 a 59 anos, com 453 589 (68,03%), posteriormente o grupo entre 0 a 14 anos, com 147 797 (22,17%) e enfim, o grupo entre 60 anos ou mais, com 65 354 (9,8%).[carece de fontes?]

### Composição étnica e religiosa

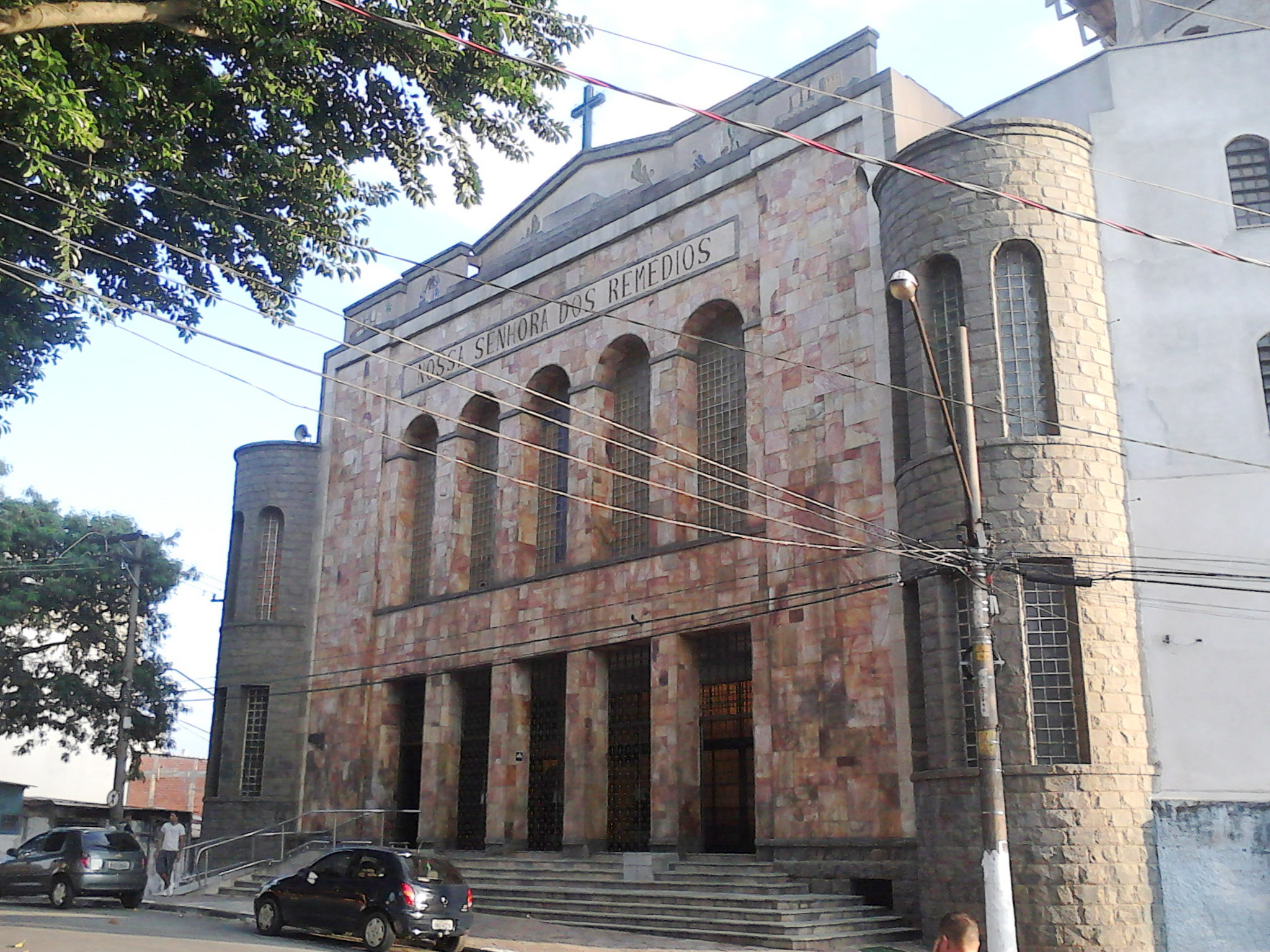
Paróquia Nossa Senhora dos Remédios.

Segundo o IBGE 2000, a população de Osasco era predominante branca (66,3%), vindo a seguir os pardos (27,5%), os negros (4,5%), os amarelos (0,8%) e, por fim, a população indígena (0,2%).
Quanto à religião, a maioria dos habitantes são católicos: 422 553 (cerca de 64,75%). Em seguida, vêm os evangélicos: 134 043 (cerca de 20,54%); os sem religião: 60 886 (cerca de 9,33%); espíritas: 5 873 (cerca de 0,90%); budistas: 1 500 (cerca de 0,23%); e judeus: 261 (cerca de 0,04%).
Segundo o censo brasileiro de 2022, a composição religiosa da cidade era de 49,39% católicos, 28,97% evangélicos ou protestantes, 2,23% espíritas, 1,34% umbandistas ou candomblecistas, 0,01% religião tradicional, 4,82% outras religiões, 13,01% irreligiosos, 0,01% desconhecidos e 0,22% não declarados.

### Indicadores

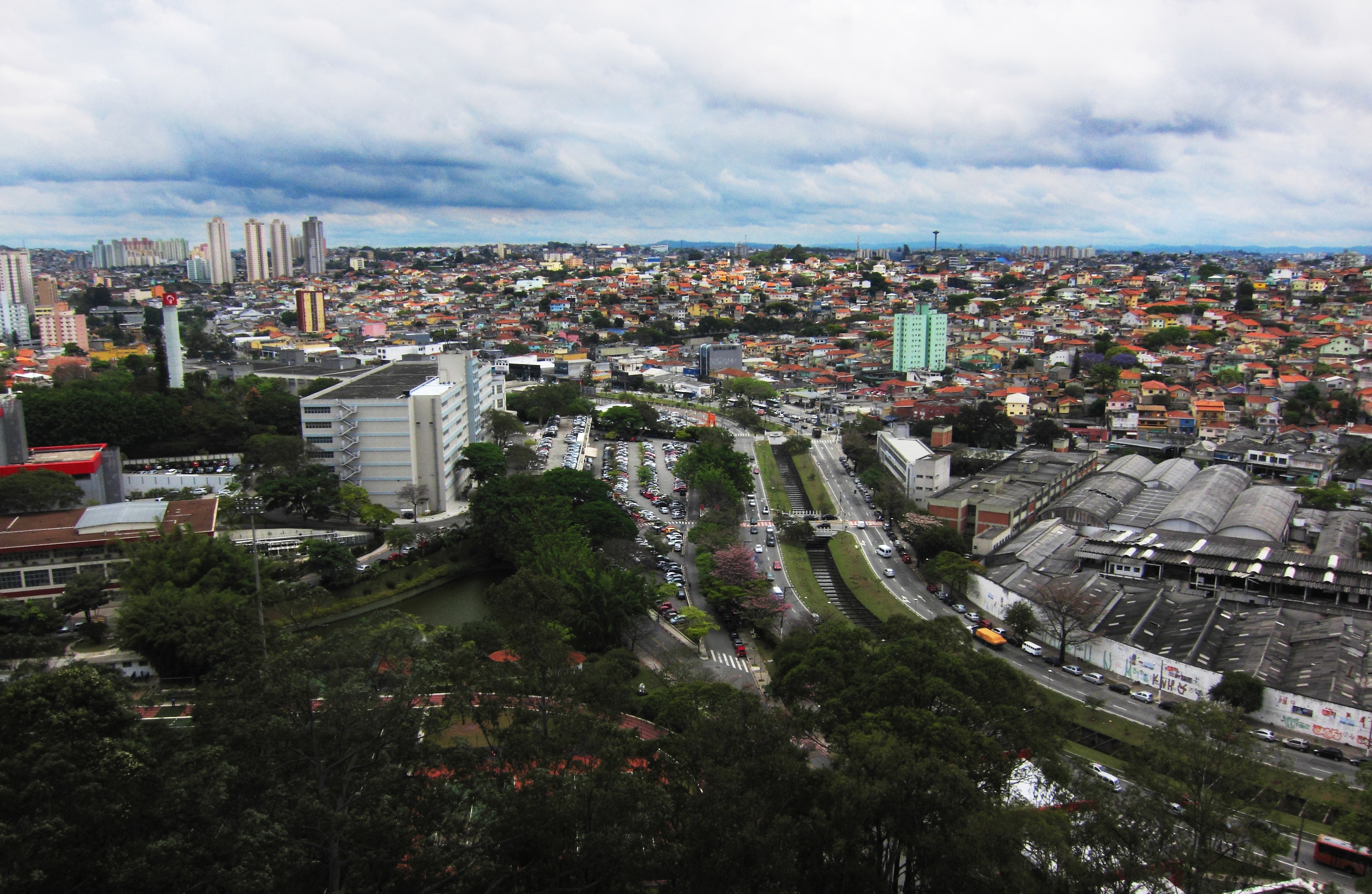
Panorama urbano de Osasco

O rendimento domiciliar per capita de 60 143 habitantes (31,92%), era de 1 a 2 salários-mínimos, seguido de 47 239 (25,07%) de 1/2 a 1 salário-mínimo; 43 528 (23,1%) de 2 a 5 salários-mínimos; 23 599 (12,53%) até 1/2 salário-mínimo, e por último 13 905 (7,38%) recebem mais de 5 salários-mínimos. O número de eleitores é de 565 990, sendo a maior parte entre 18 a 69 anos com 522 577 (92,33%), seguido de 70 anos ou mais, com 39 372 (6,96%) e por último o grupo de 16 e 17 anos, com 4041, representando 0,71%. A expectativa de vida é de 75,4 anos, com uma taxa de fecundidade (filhos por mulher): 1,80. A taxa de alfabetização é de 98%.

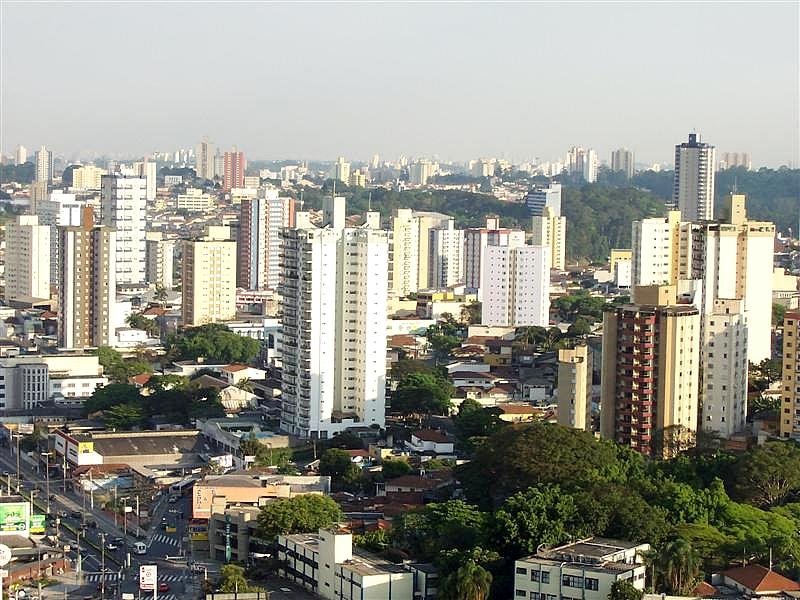
Panorama da cidade

O Índice de Desenvolvimento Humano (IDH-M) é de 0,776 considerado alto, sendo: IDH-M Renda: 0,776; IDH-M Longevidade: 0,840 e IDH-M Educação: 0,718. A renda per capita média de Osasco cresceu 47,75% nas últimas duas décadas, passando de 679,13 reais, em 1991, para 780,28 reais, em 2000, e para 1 003,40 reais, em 2010. Isso equivale a uma taxa média anual de crescimento nesse período de 2,08%. A esperança de vida ao nascer é o indicador utilizado para compor a dimensão Longevidade do Índice de Desenvolvimento Humano Municipal (IDHM). No município, a esperança de vida ao nascer cresceu 2,1 anos na última década, passando de 73,4 anos, em 2000, para 75,4 anos, em 2010.
A proporção de crianças e jovens frequentando ou tendo completado determinados ciclos indica a situação da educação entre a população em idade escolar do estado e compõe o IDHM Educação. No município, a proporção de crianças de 5 a 6 anos na escola é de 94,75%, em 2010. No mesmo ano, a proporção de crianças de 11 a 13 anos frequentando os anos finais do ensino fundamental é de 85,14%; a proporção de jovens de 15 a 17 anos com ensino fundamental completo é de 70,02%; e a proporção de jovens de 18 a 20 anos com ensino médio completo é de 52,23%. O IDH-M de 0,776 é 35,66% maior que o registrado em 1991.
Segundo a Universidade de São Paulo, Osasco teve os seguintes índices de desigualdade social (Coeficiente de Gini e Índice de Theil: quanto mais distante de zero e mais próximo de um, maior é a desigualdade social) registrados nos anos de 1991 e 2000:

## Governo
A administração municipal se dá pelos poderes executivo, legislativo e judiciário. O atual representante do poder executivo é o prefeito Gerson Pessoa do Podemos, eleito em 2024 no primeiro turno com 285.998  votos ( 75,28% dos votos válidos), sendo o prefeito de Osasco com mais votos da história do município, tendo Lau Alencar (PSD) como vice-prefeito
O poder legislativo, por sua vez, é constituído pela Câmara dos Vereadores, composta por 21 vereadores distribuídos por uma grande variedade de partidos, sendo o PSDB e o PT, cada um com 3 vereadores, os partidos com maior representação. Havia 557.553 eleitores em dezembro de 2015, o que representava 1,737% do eleitorado do estado de São Paulo, conforme dados do TSE.
O poder judiciário é representado pela Comarca de Osasco.

### Relações internacionais
Osasco possui oficialmente cinco cidades-irmãs:
- Osasco, Itália[53]
- Gyumri, Armênia (Lei 4055/2006)[54]
- Xuzhou, China[55]
- Viana, Angola[56]
- Tsu, Japão[57]

## Economia

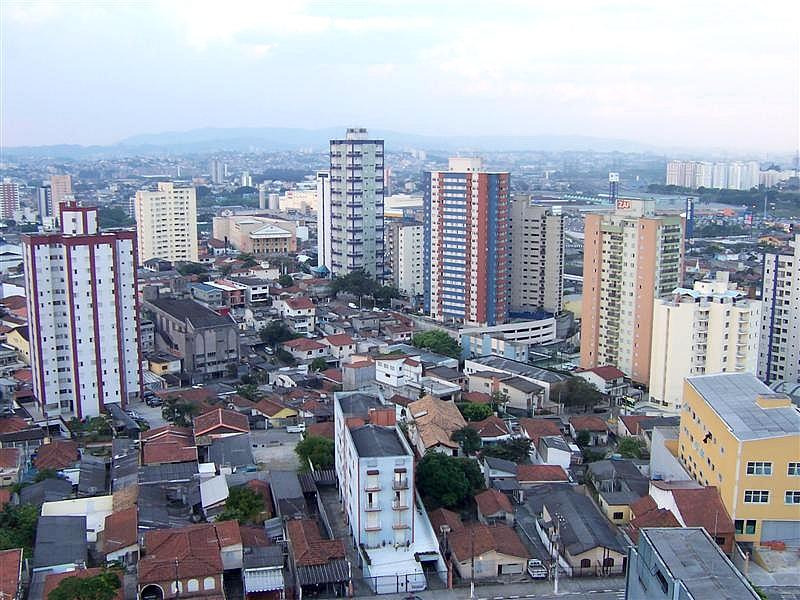
Prédios da região central de Osasco em 2006

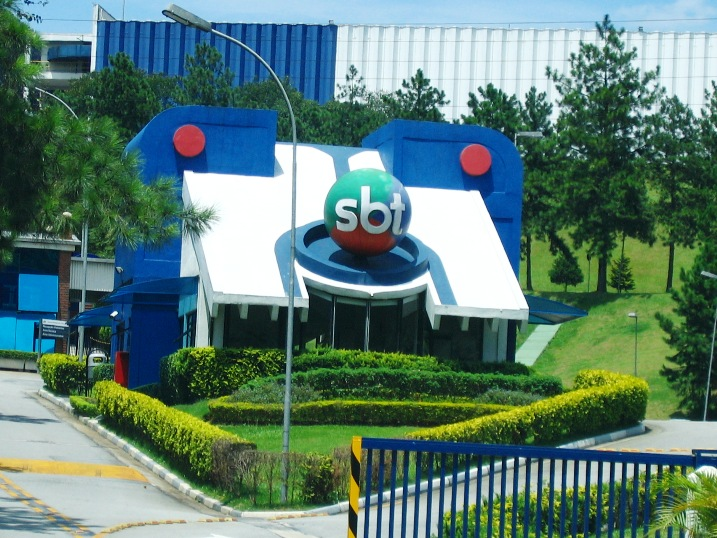
CDT da Anhanguera do SBT.

Segundo dados do IBGE  (Instituto Brasileiro de Geografia e Estatística) de 2020, o município se encontra em 7.° lugar no cenário nacional e em 2° do Estado de São Paulo, atrás apenas da capital em relação ao Produto Interno Bruto (PIB). Osasco representa mais de 1% do PIB nacional, colocando a cidade no grupo das oito do Estado de São Paulo que se destacaram na geração de riqueza do Brasil com participação de mais de 1% do PIB do país. O Produto Interno Bruto registrado de Osasco é de R$ 74.402.691,05. Houve desconcentração industrial para outras regiões e hoje a cidade vem caminhando para a área comercial e de prestações de serviços, que representam hoje 71,7% do total, contribuindo com 23 bilhões de reais do PIB.[carece de fontes?]
O Parque Industrial de Osasco, um dos maiores do Estado de São Paulo, destaca-se no cenário econômico com suas 500 indústrias de grande, médio e pequeno portes, preponderando a metalurgia pesada. Em Osasco está localizada a matriz do Banco Brasileiro de Descontos (Bradesco), a maior empresa bancária da América do Sul. A denominada Cidade de Deus, onde está instalada a matriz do Bradesco, situa-se na parte centro-sul da cidade e se constitui no maior centro de processamento de dados da América do Sul. Além dos edifícios de direção e escritórios, encontram-se os conjuntos sociais e esportivos dos funcionários do banco. Com isso, os benefícios naturais que o município recebe da organização bancária, deve-se ressaltar a real fonte de trabalho que o banco oferece. Centenas de pessoas ali trabalham e estudam.[carece de fontes?]
O setor comercial osasquense destaca-se na região Oeste da Grande São Paulo, com seus 4 mil estabelecimentos instalados nos ramos de atacado e varejo. Segundo o Presidente da Associação Comercial de Osasco, André Menezes, "Osasco é a esquina comercial mais atraente do Brasil",  ressaltando o momento favorável para investimentos na cidade, com a atividade econômica crescente e um mercado imobiliário valorizado muitas vezes equiparado a regiões nobres da capital. Segundo o Presidente da Associação Comercial de Osasco, o mercado de offices em Osasco está em franco crescimento. Com isso, muitas construtoras começaram a apostar em Osasco, como a Banco de Projetos com o lançamento do Osasco Tower Center. Para muitos, a localização é o ponto mais forte da cidade, estrategicamente posicionado, e isto pesa muito na escolha de um imóvel.[carece de fontes?]
Muitas empresas estão sediadas na cidade, incluindo o SBT (ver: CDT da Anhanguera); RedeTV! (ver: CTD de Osasco); Bradesco; Avon Cosméticos; Mercado Livre; Sem Parar; Mãe Terra; Pão de Açúcar; Walmart; Carrefour; Sam's Club ;Assaí ; Makro; Alpicplast indústria e comércio, entre outras. Osasco é constituído de muitos shoppings ao redor da cidade, muitos inaugurados entre 2005 e 2009, como o Shopping União de Osasco, Osasco Plaza Shopping e o Shopping União de Osasco. O Mercado Municipal de Osasco é um mercado inaugurado em 1953, sendo o primeiro mercado na época bairro de Osasco, com seis corredores que se entrecruzam internamente.[carece de fontes?]

## Infraestrutura

### Comunicações

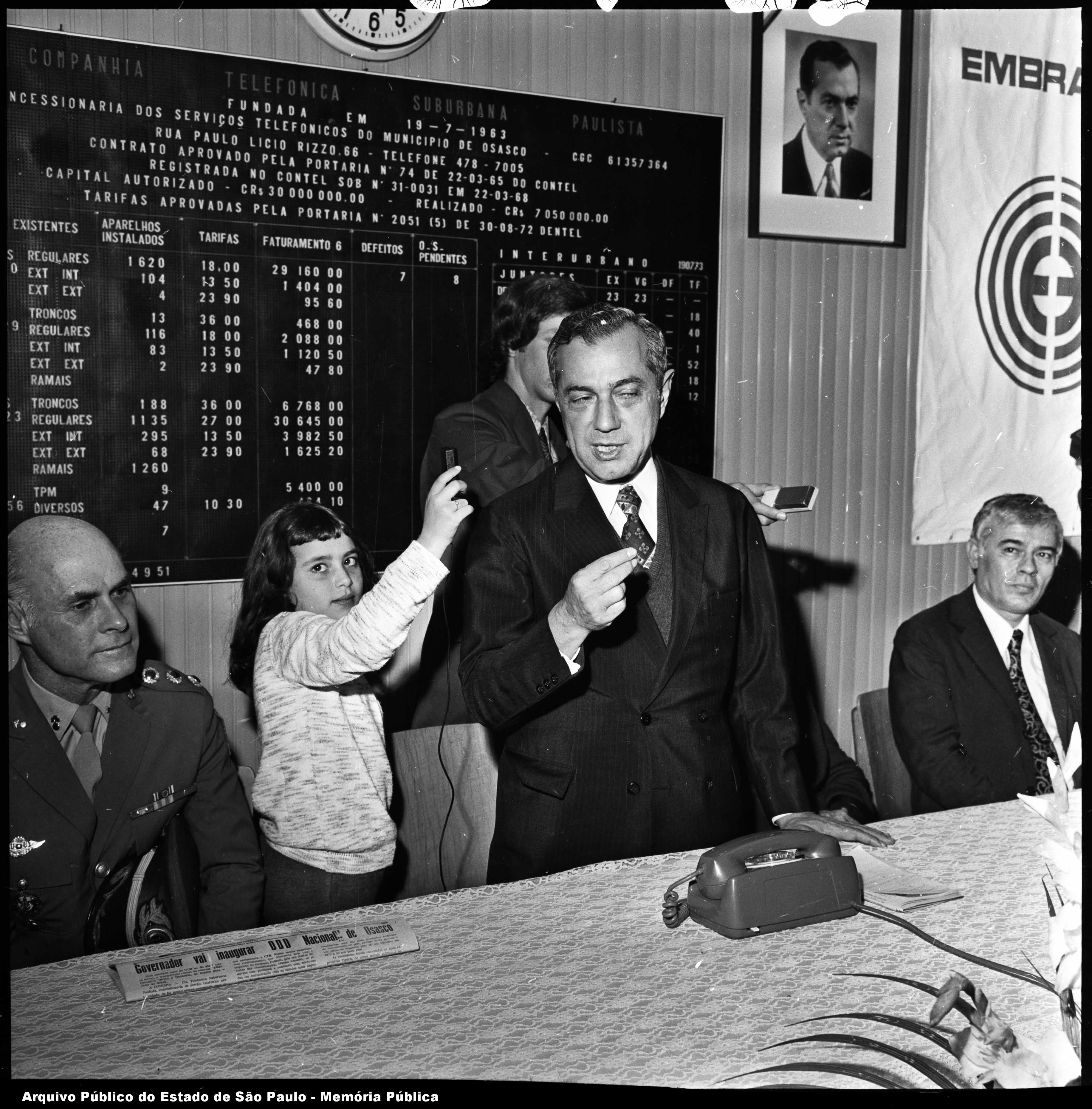
Inauguração do sistema DDD pela Cotespa (1973).

Em 1963 o Banco Brasileiro de Descontos (atualmente denominado Bradesco), sediado na Cidade de Deus, bairro de Osasco próximo ao limite com o município de São Paulo, organizou e colocou em operação a Companhia Telefônica Suburbana Paulista - Cotespa.
A COTESPA foi incorporada à Telecomunicações de São Paulo (TELESP) em 1976, que no ano de 1979 inaugurou a nova central telefônica da cidade, na época com 20 mil terminais telefônicos que operavam com os prefixos 801 e 802. A área do município de Osasco foi gradativamente subdividida em novos centros telefônicos - Rochdalle, Santo Antônio, Quitaúna e Menck, além da área central.

### Transportes

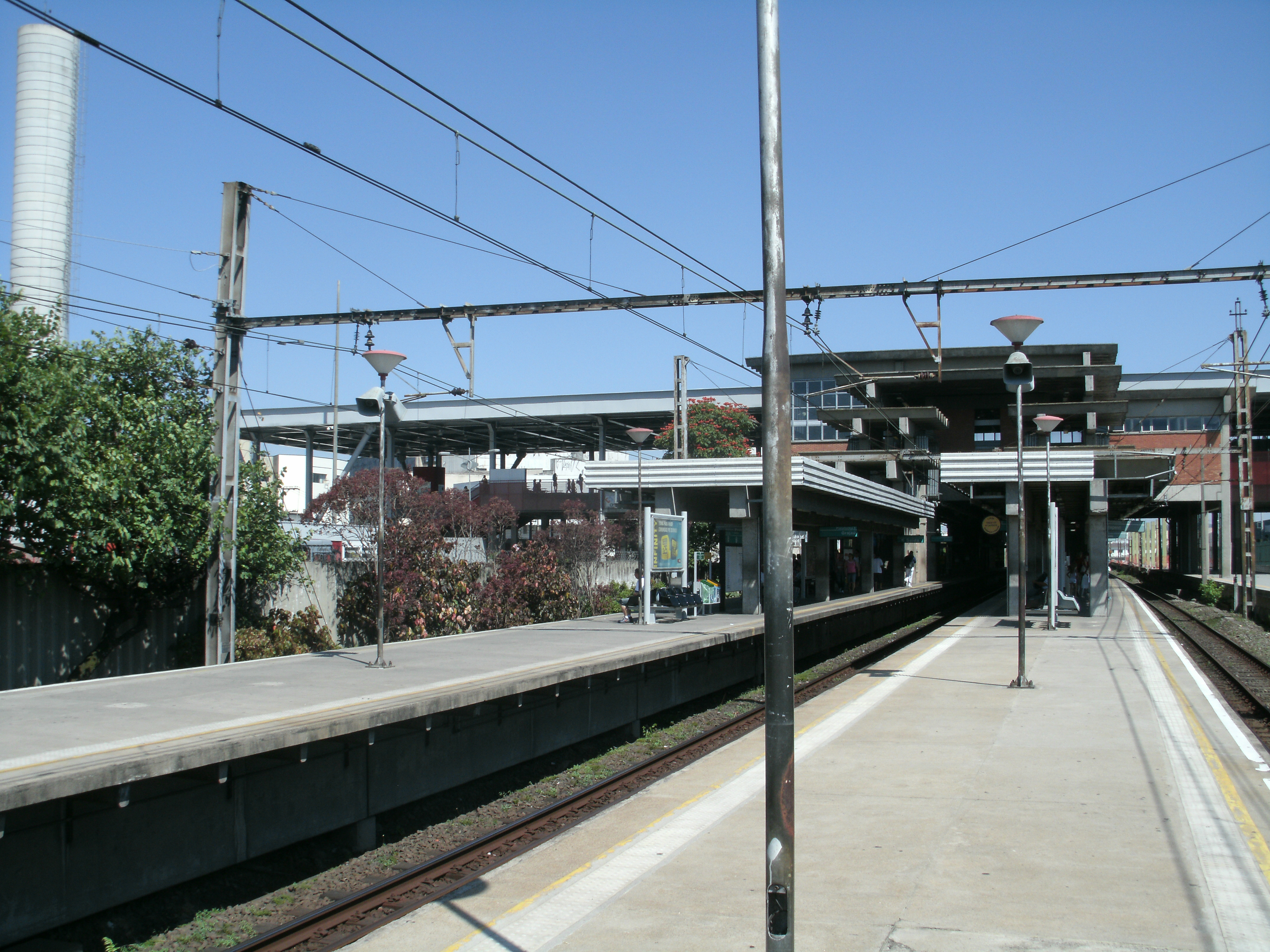
Estação Osasco do Trem Metropolitano.

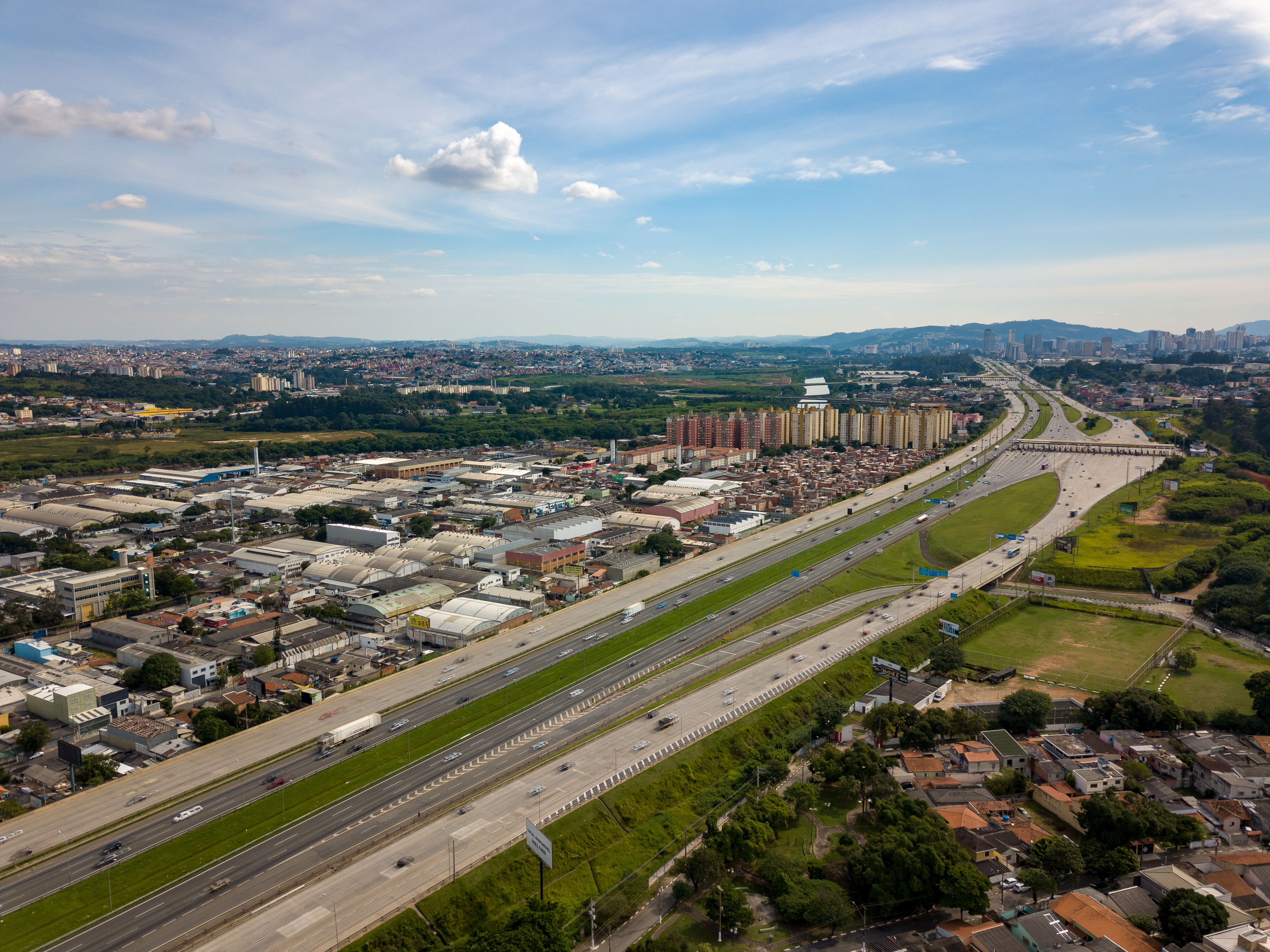
Trecho da Rodovia Castelo Branco em Osasco

Osasco devido à proximidade com São Paulo, possui um trânsito semelhante ao da capital paulista. No município podem ser encontrados meios de transporte rodoviário e ferroviário.
O município é servido pelos trens da linha 8 e da linha 9 do Trem Metropolitano de São Paulo (sendo ponto terminal desta última na Estação Osasco, localizada no centro do município). As estações são: Presidente Altino, Osasco (linhas 8 e 9), Comandante Sampaio, Quitaúna e General Miguel Costa (linha 8), esta última está localizada ao lado do terminal de ônibus Luís Bortolosso.
As principais autoestradas que servem ao município são: Rodovia Castelo Branco (SP-280), o principal acesso à cidade; Rodovia Anhanguera (SP-330); Rodoanel Mário Covas (SP-21) e Rodovia Raposo Tavares (SP-270). Os principais terminais rodoviários de Osasco são: Terminal Metropolitano Luiz Bortolosso (EMTU); Terminal Amador Aguiar (Vila Yara); Terminal Walt Disney (Helena Maria); Terminal Largo de Osasco (Norte e Sul); Terminal 1º de Maio; Terminal Jardim Veloso e Terminal Novo Osasco.[carece de fontes?]
A Avenida dos Autonomistas é a via arterial que liga o limite com São Paulo ao limite com Carapicuíba, passando pelos bairros: Vila Yara, Vila Campesina, Vila Osasco, Centro, km 18 e Quitaúna. O Viaduto Reinaldo de Oliveira, mais conhecido como viaduto metálico ou "Ponte Metálica", feito de metal, é localizado na Avenida dos Autonomistas. É o principal cartão-postal da cidade, com seus 300 metros de extensão, é o segundo maior viaduto da cidade de Osasco. Foi construída pela empresa mineira, em 20 de dezembro de 1992, sediada em Ipatinga/MG, a Usiminas Mecânica, levando aproximadamente dois anos para a sua conclusão. No dia 28 de março, no "Hora do Planeta", a Secretaria do Meio Ambiente apaga as luzes do Viaduto Metálico por uma hora. Na época de natal, a prefeitura enfeita o viaduto e a Avenida Bussocaba, atraindo muitas pessoas de outras regiões.[carece de fontes?]

### Educação

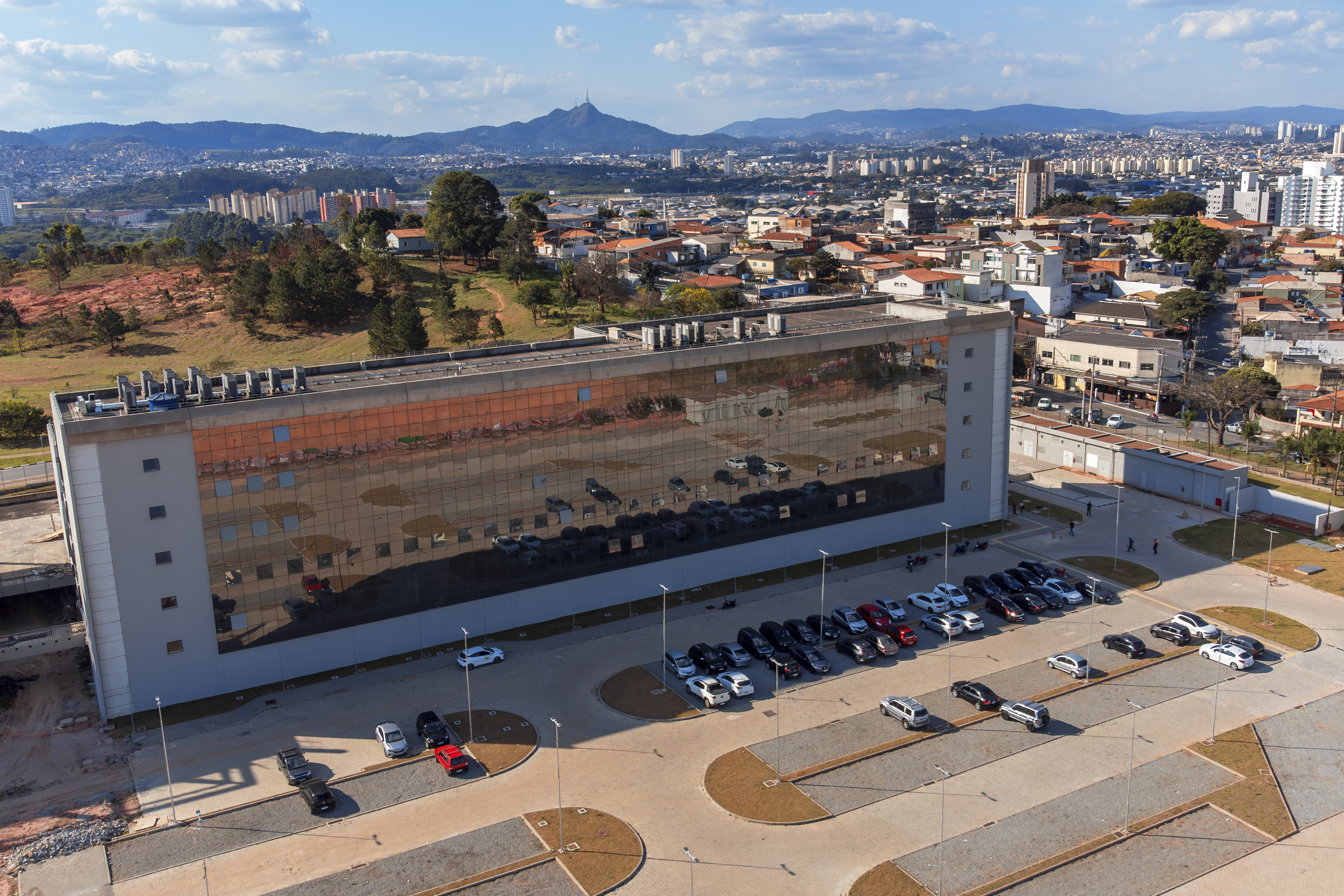
Campus Osasco da Universidade Federal de São Paulo (Unifesp)

Osasco possui um sistema de ensino primário e secundário, público e privado. De acordo com o Índice de Desenvolvimento da Educação Básica (IDEB) de 2015, que indica a qualidade do ensino nas escolas públicas, Osasco ultrapassou a meta no primeiro ciclo do ensino fundamental, com nota 5.9 e meta de 5.8 (numa escala de avaliação que vai de nota 1 a 10). No segundo ciclo, a cidade permanece com a mesma nota de 2013, com 4.3 pontos, sem bater a meta de 5.

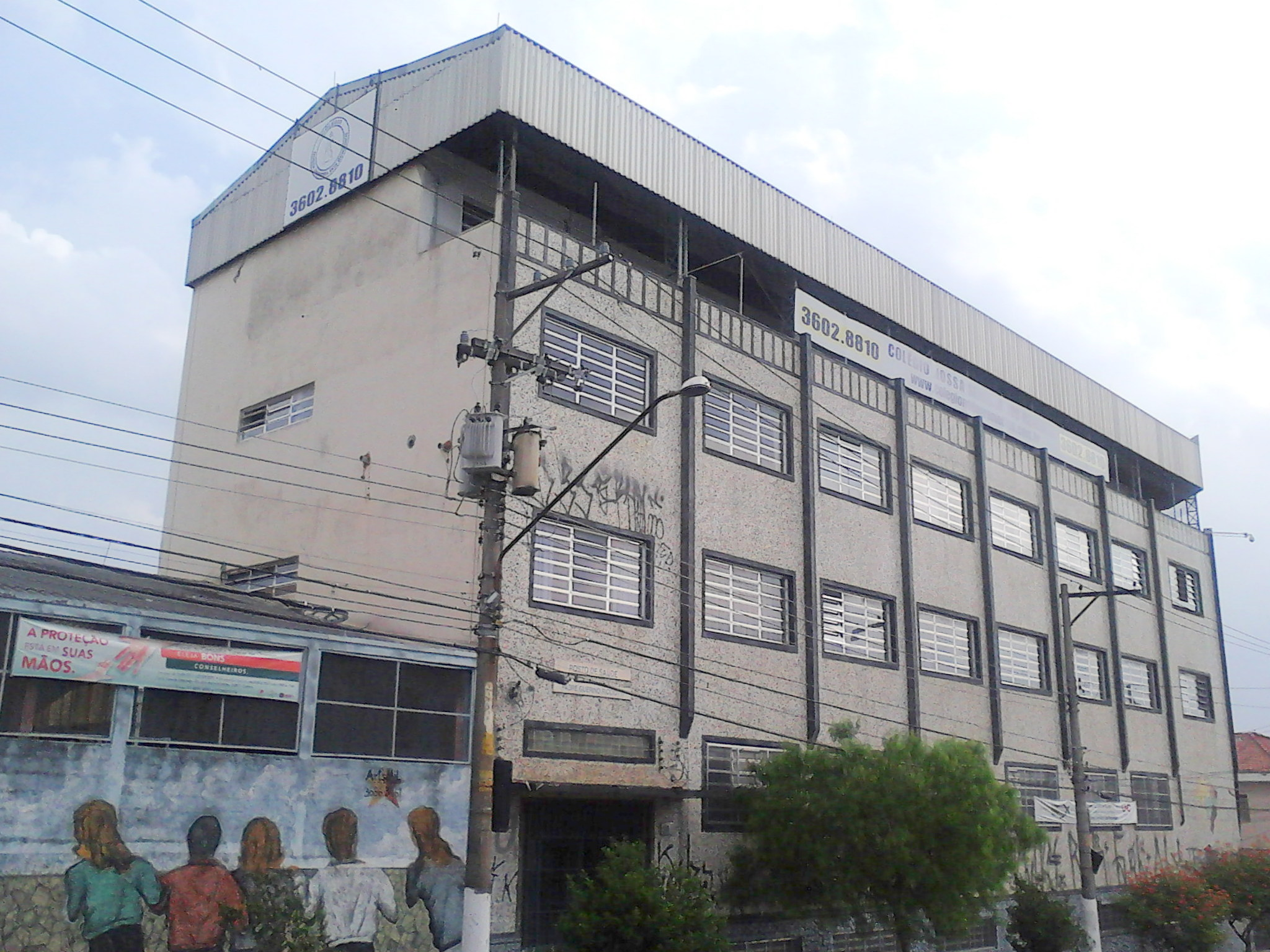
Colégio Nossa Senhora dos Remédios, na Vila dos Remédios

A taxa de analfabetismo indicado pelo censo demográfico do IBGE de 2010 foi de 3,61% (cerca de 18.708 pessoas), sendo que o maior índice se encontra na faixa etária de 60 anos ou mais (12,1%). O percentual de alfabetização de pessoas acima de 15 é de 96,39% (cerca de 499.127 pessoas). Em 2010, a cidade tinha 49 escolas municipais e 76 escolas particulares. A Prefeitura do Município de Osasco presta assistência aos alunos de todas as escolas das redes municipal e estadual, que recebem diariamente merenda escolar, preparada sob supervisão de merendeiras especializadas, contratadas pelo município. Segundo o Programa das Nações Unidas para o Desenvolvimento (PNUD), em 2010, 4,18% da população adulta (de 25 anos ou mais) possui fundamental incompleto e é analfabeto. Segundo o mesmo censo, a maioria (34,87% das pessoas com mais de 25 anos) possui fundamental incompleto e é alfabetizado; 18,78% possui fundamental completo e médio incompleto; 28% apresenta médio completo e superior incompleto; apenas 14,2% possui superior completo.
Segundo o IBGE, em 2015 o número de matriculados no Ensino Fundamental era de 92 066, enquanto no Ensino Médio era de 35 703 jovens.
O Centro Universitário FIEO (UNIFIEO) é um dos mais antigos centros universitários de Osasco. A Fundação tinha por primeira finalidade criar na região uma faculdade de Direito e, posteriormente diversos outros cursos que foram criados. 90% dos Professores que passaram no Concurso Público de professores do Governo do Estado de São Paulo em 2010, eram provenientes da UNIFIEO, colocando a Universidade a frente de outras renomadas como PUC e USP. A cidade ainda conta com universidades como a Anhanguera, UNINOVE, e a Universidade Federal de São Paulo (UNIFESP).[carece de fontes?]
Principais instituições de ensino superior e técnico

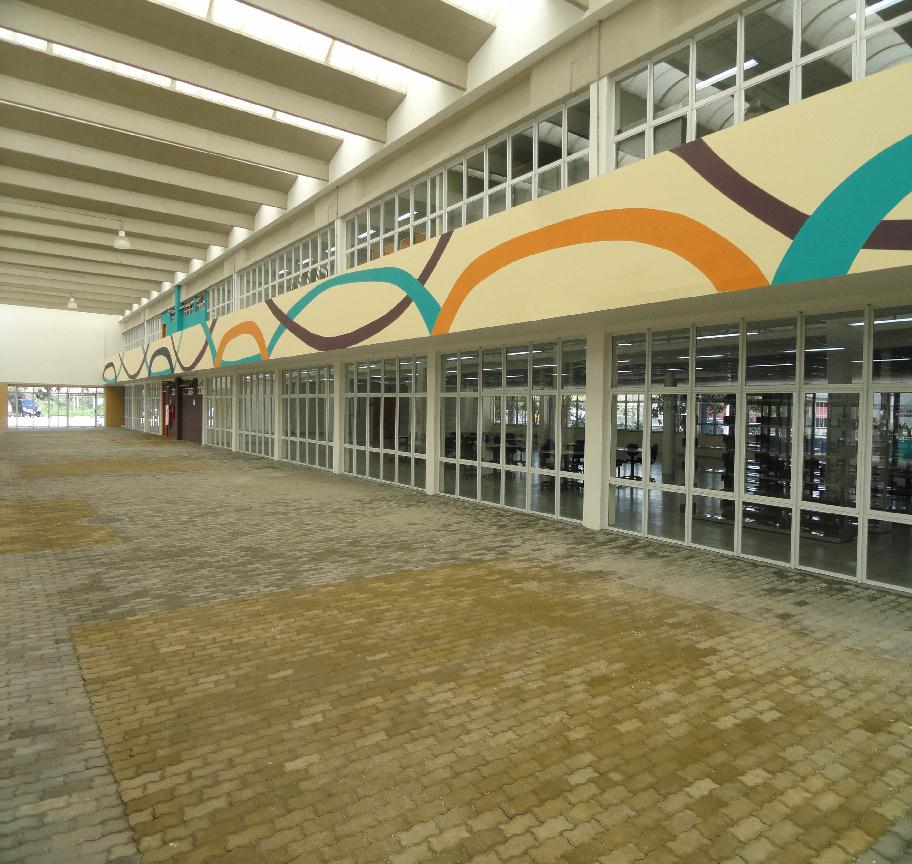
Faculdade de Tecnologia do Estado de São Paulo (FATEC) de Osasco.

- Escola Técnica Estadual (ETEC de Osasco)[73]
- Serviço Nacional de Aprendizagem Industrial (Escola Senai Nadir Dias de Figueredo)[74]
- Serviço Nacional de Aprendizagem Comercial (SENAC)[75]
- Fundação Instituto Tecnológico de Osasco (FITO)
- Centro Universitário FIEO (UNIFIEO)[76]
- Faculdade Integração Zona Oeste (Fizo) - Anhanguera[77]
- Universidade Bandeirante de São Paulo (Uniban)[78]
- Faculdade Fernão Dias[79]
- Faculdade FIPEN[80]
- Universidade Federal de São Paulo (Unifesp)[81]
- Faculdade de Tecnologia do Estado de São Paulo (FATEC - Pref. Hirant Sanazar)[82]
- Universidade Nove de Julho de Medicina (UNINOVE)
- Escola Paulista de Política, Economia e Negócios (UNIFESP Osasco)[83]

### Saúde
Principais hospitais do município

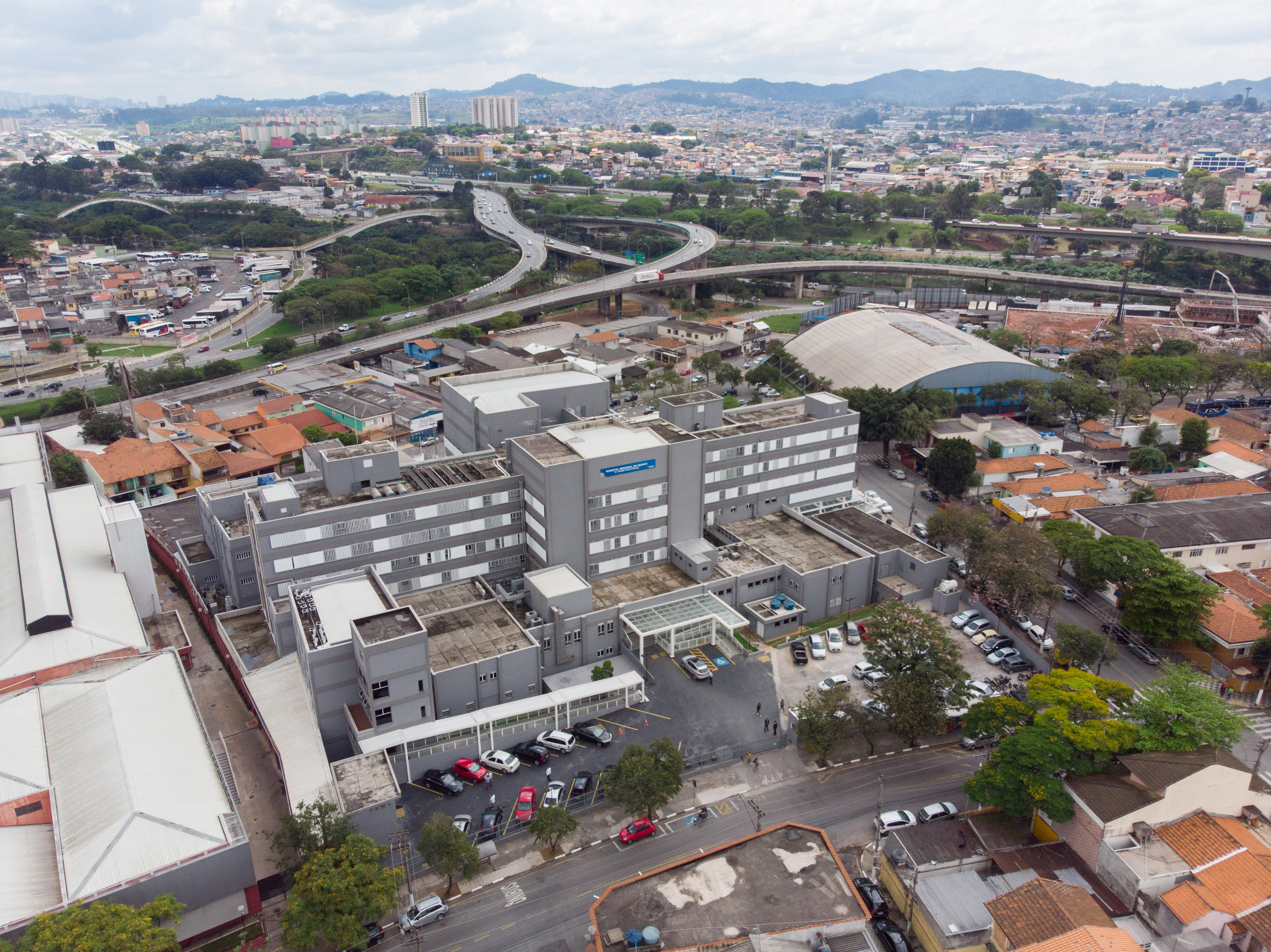
Hospital Regional de Osasco

- Associação de Assistência à Criança Deficiente (AACD)[84]
- ICESP - Hospital do Câncer Unidade regional de Osasco
- Hospital Cruzeiro do Sul[85]
- Hospital e Maternidade Amador Aguiar[86]
- Hospital e Maternidade João Paulo II[87]
- Hospital Municipal Antonio Giglio[88]
- Hospital Dr. Vivaldo Martins Simões (Regional)[89]
- Hospital e Maternidade Sino Brasileiro[90]
- Hospital e Maternidade Nossa Senhora de Fátima[91]
- Hospital e Maternidade Renascença

### Segurança pública e criminalidade
Apesar de ter registrando queda na criminalidade nos últimos anos, Osasco continua sendo historicamente uma cidade com alta taxa de criminalidade, sendo considerada a quarta cidade mais violenta da Grande São Paulo.
Porém, os principais problemas de segurança pública que a cidade possui são roubos e furtos, registrando mais de mil roubos por cem mil habitantes, e cerca de 900 furtos por 100 mil pessoas em 2017. Já as mortes por agressões caíram de 70,93/100 mil habitantes em 1999 para 37,61/100 mil habitantes em 2004 uma redução de 47% segundo o Seade
Homicídios Dolosos por 100 mil habitantes em Osasco

## Cultura

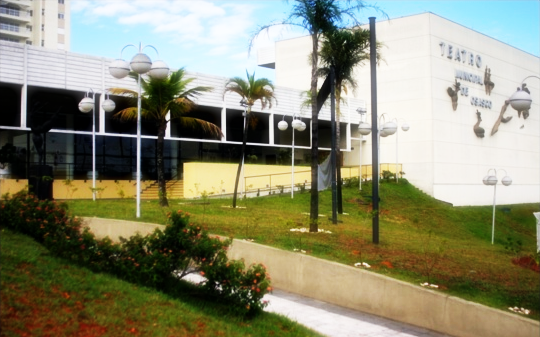
O Teatro Municipal Glória Giglio.

Osasco apesar de contar com uma infinidade de equipamentos culturais de São Paulo, vem crescendo a sua quantidade de equipamentos voltados a cultura. Dentre eles, bibliotecas, teatros, museus, casas de eventos culturais, espaços culturais, lazer e meio ambiente. O município é constituído de diversas bibliotecas, incluindo a Biblioteca Municipal Monteiro Lobato, Biblioteca Heitor Sinegalia, Biblioteca Manoel Fiorita, a Biblioteca do Centro Universitário FIEO, e Biblioteca da Faculdade de Ciências da FITO.[carece de fontes?]
Dentre os teatros, Osasco é constituído pelo Teatro Municipal Gloria Giglio, principal teatro do município, inaugurado em 1996, durante o governo do prefeito Celso Giglio. O ambiente tem capacidade para 450 espectadores. Há também o Espaço Cultural Grande Otello, Teatro do Sesi e Escola de Artes Cesar Antonio Salvi. Os principais espaços culturais são o Osasco Cultural, Centro de Eventos Pedro Bortoloss e Espaço Cultural Grande Otelo.[carece de fontes?]
Em Osasco, encontra-se também casas de eventos culturais, como Casa de Angola e Casa do Violeiro do Brasi.l

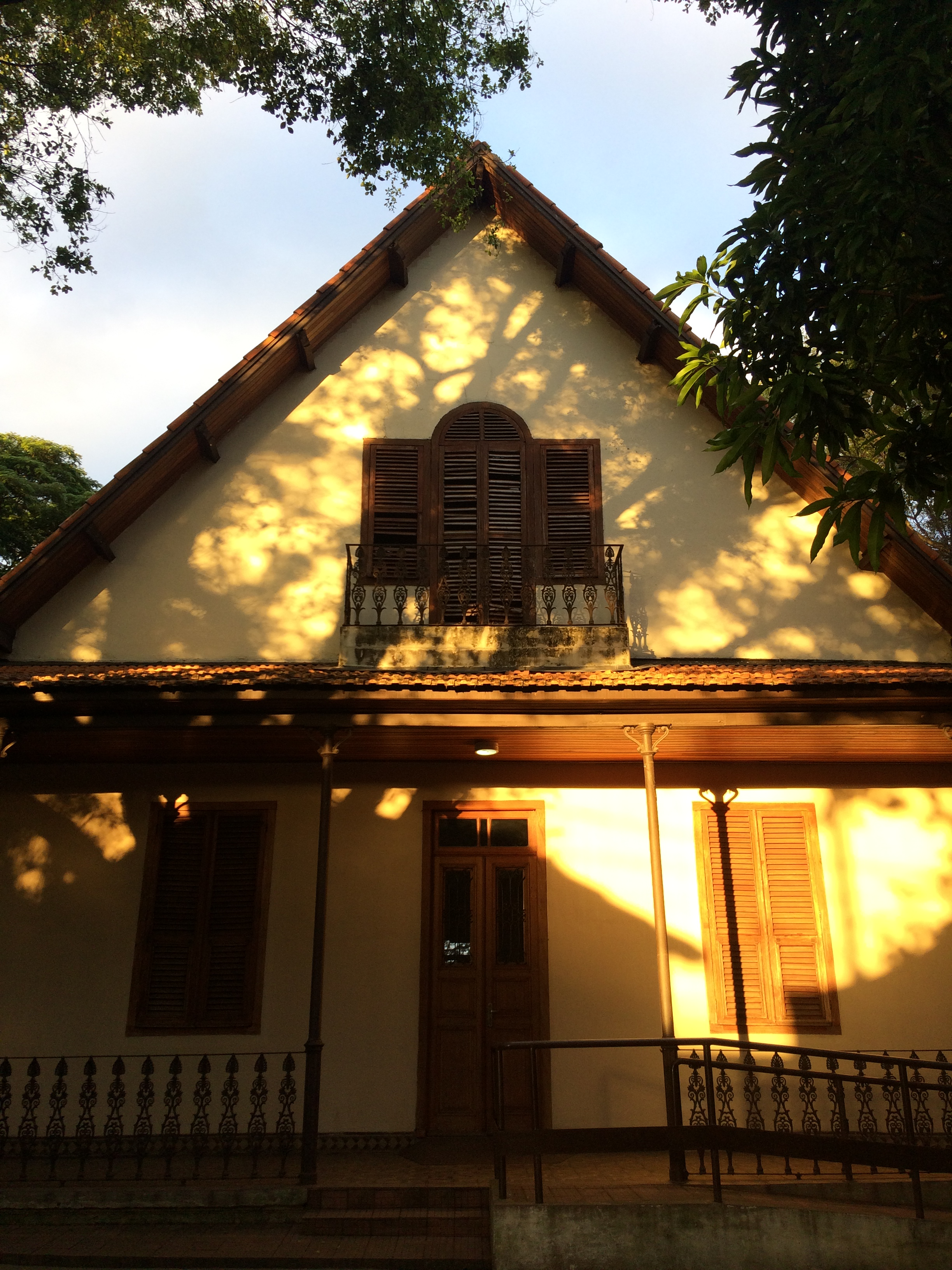
Museu Dimitri Sensaud de Lavaud

O principal museu é o Museu Dimitri Sensaud de Lavaud, também conhecido como Chalé Brícola. Seu acervo, além de abrigar documentos a respeito de Dimitri Sensaud de Lavaud, e a única peça que ainda resta do avião “São Paulo”, com o qual ele realizou seu voo histórico, se encontram objetos, filmes, documentos e obras de arte que contam um pouco da memória do município.
O Museu Municipal Dimitri Sensaud de Lavaud, foi construído pelo banqueiro Giovanni Brícola, no final do século passado, e de sua construção participou Antonio Agù, fundador de Osasco. Edificado em estilo flamenco, com o melhor material existente na época: pinho-de-riga, mármore de Carrara e azulejos europeus, o Chalé Brícola serviu como residência para várias outras famílias, entre elas a de Dimitri Sensaud de Lavaud, inventor e cientista, que das suas imediações, no dia 7 de janeiro de 1910, realizou o primeiro voo com um aparelho mais pesado que o ar na América do Sul.
Depois de ter ficado abandonado durante muitos anos, o chalé foi escolhido como sede para o Museu Municipal, instalado em 30 de junho de 1976.

### Esportes

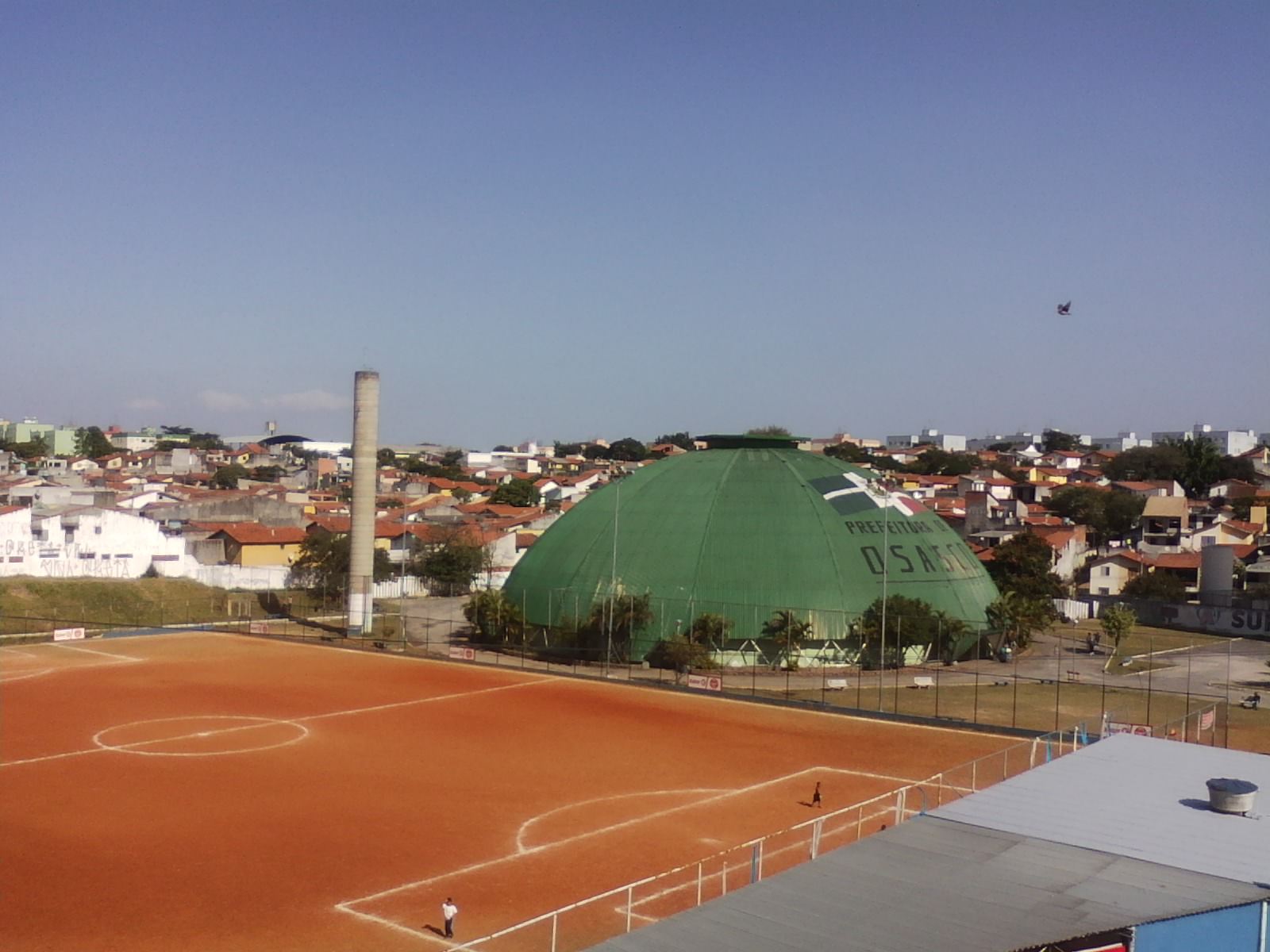
Ginásio Poliesportivo Geodésico

A liga de vôlei feminino de Osasco (Audax) é de reconhecimento nacional, o que torna a cidade mais divulgada em outras localidades. A equipe de futebol do Audax debutou na Série A1 2014, disputando pela primeira vez o escalão mais alto do Futebol Paulista. O Audax enfrentou o Santos na final do Campeonato Paulista em 2016, ficando em segundo lugar. Ginásio Poliesportivo Geodésico (Sebastião Rafael da Silva).[carece de fontes?]
A cidade possuía dois estádios: o Estádio Municipal Prefeito José Liberatti (Rochdale) e o Estádio Municipal Elzo Piteri (Vila Yolanda). Com a chegada do AUDAX na cidade, a prefeitura cedeu a concessão para que  estádio da vila yolanda fosse o Centro de Treinamento do Audax. O município também conta com três ginásios poliesportivos: o Ginásio José Liberati (Presidente Altino); o Ginásio de Esportes Sebastião Rafael da Silva (Cidade das Flores) e o Ginásio de Esportes Ives Tafarello- SESC Osasco  (Jardim das Flores.[carece de fontes?]
Os principais clubes desportivos da cidade são: Grêmio Osasco Audax e Grêmio Esportivo Osasco no futebol profissional de campo e o Volei Osasco/Audax, sendo um dos principais times de vólei do Brasil e do Mundo. Esporte Clube Osasco.